# Oedicephalus frater
Oedicephalus frater är en stekelart som beskrevs av Henry Keith Townes, Jr. 1946. Oedicephalus frater ingår i släktet Oedicephalus och familjen brokparasitsteklar. Inga underarter finns listade i Catalogue of Life.